# Diocese de Jalpaiguri
A Diocese de Jalpaiguri (Latim:Dioecesis Ialpaiguriensis) é uma diocese localizada no município de Jalpaiguri, no estado de Bengala Ocidental, pertencente a Arquidiocese de Calcutá na Índia. Foi fundada em 17 de janeiro de 1952 pelo Papa Pio XII. Com uma população católica de 146.268 habitantes, sendo 2,1% da população total, possui 34 paróquias com dados de 2020.

## História
Em 17 de janeiro de 1952 o Papa Pio XII cria a Diocese de Jalpaiguri através do território da Diocese de Dinajpur em Bangladesh.

## Lista de bispos
A seguir uma lista de bispos desde a criação da diocese em 1952.
|        | Nome                       | Período     | Notas                                 |
| Bispos | Bispos                     | Bispos      | Bispos                                |
| ------ | -------------------------- | ----------- | ------------------------------------- |
| 5º     | Fabian Toppo               | 2025 -      | Atual                                 |
| 4º     | Clement Tirkey             | 2006 - 2025 | Bispo emérito                         |
| 3º     | James Anthony Toppo        | 1971 - 2004 | Faleceu no cargo                      |
| 2º     | Francis Ekka               | 1967 - 1971 | Nomeado bispo de Raigarh–Ambikapur    |
| 1º     | Amerigo Galbiati, P.I.M.E. | 1952 - 1967 | Nomeado bispo de Sereddeli na Argélia |